# Keikyä
Keikyä est une ancienne municipalité du Satakunta en Finlande,.

## Histoire
En 1981, Kiikka a fusionné avec Keikyä pour former la municipalité d'Äetsä.
Au 1er janvier 1979, la superficie de Keikyä était de 66,0 km2.
Et au 31 décembre 1980 elle comptait 2 977 habitants.
L'église en bois, conçue par Josef Stenbäck en 1912, est située sur la rive sud de la rivière Kokemäenjoki.